# Hugu Tugu
Hugu Tugu è stato un gruppo musicale beat fondato a Bari nel 1965 e attivo per tutta la seconda metà degli anni sessanta.  Ne è stato fondatore l'impresario musicale Armando de Cillis, fondatore anche dello Studio 394 e già musicista al basso elettrico nel gruppo Giovani giovani che accompagnava in concerto Pino Donaggio (fece da contorno anche alla tournée italiana del 1965 dei The Beatles)

## Composizione
Il gruppo era originariamente composto da Cesare Di Napoli (cantante, morto nel 1967 e sostituito da Gigi Di Zanni), Paolo Lepore alla batteria, Franco Sciannimanico alla chitarra guida, Vasco Bernetti al basso elettrico e Gianni Giannotti alla chitarra ritmica.
In un secondo tempo l'organico venne integrato da Toni Marvulli all'Organo Hammond, mentre il ruolo di bassista venne preso prima da Miki Emiliano e poi in seguito da Ilario De Marinis. A completamento della line-up furono inseriti altri quattro musicisti (Martino Chiarulli-1^ tromba, Pasquale Scarola - 2^ tromba e chitarra conduttrice, Franco Scarola - trombone e pianoforte, Antonio Di Maso - sax - flauto - clarinetto) per la sezione fiati.

## Repertorio
Attivo a Roma, dove suonava in pub e locali à la page come il Wum Wum Club, e scritturato dalla RCA Talent - per la quale incise alcuni 45 giri - partecipò al Cantagiro 1969 presentando un brano composto da Antonio Coggio, Chimmè Chimmà, in pratica la loro canzone più conosciuta.
Il repertorio del gruppo - ispirato in buona parte a quello di Chicago e Blood, Sweat & Tears - ha riguardato anche il rock psichedelico ed ha incluso Fino a ieri, una cover di Somebody to Love dei Jefferson Airplane, realizzandone una versione "rispettosa" e che funziona decisamente bene, visto il "tiro" del pezzo la cosa non era affatto scontata. Altre loro cover conosciute sono state quelle di Mattino di velluto (da Some Velvet Morning dei Vanilla Fudge) inserita nella compilation del 1970 Canzoni di oggi successi di sempre ed Il colore dell'amore (da The Colour Of Your Love di Barry Ryan).
La loro canzone Fino a ieri è stata inserita nella compilation 60's Beat Italiano Vol. 1.
Nel 2005 il gruppo - che è stato anche tribute band dei Beatles -  ha dato vita ad una reunion per la pubblicazione di un nuovo album discografico - Hugu Tugu & Friends in occasione del quarantesimo anniversario dalla fondazione, contenente dieci canzoni del passato oltre a sette brani inediti scritti per l'occasione da Gianni Giannotti.
Dopo lo scioglimento, i vari componenti del gruppo originario hanno proseguito carriere artistiche soliste o con altri gruppi musicali.

## Discografia

### Album
- 2005 - Hugu Tugu & Friends (mamma record, PG 004)

### Singoli
- 1968 - Se c'è chi t'ama/Fino a ieri (RCA Talent, TL2)
- 1969 - Chimmè Chimmà/Il nido (RCA Talent, TL24)
- 1969 - Mattino di velluto/Il colore dell'amore (RCA Talent, TL27)